# Meesterpianisten

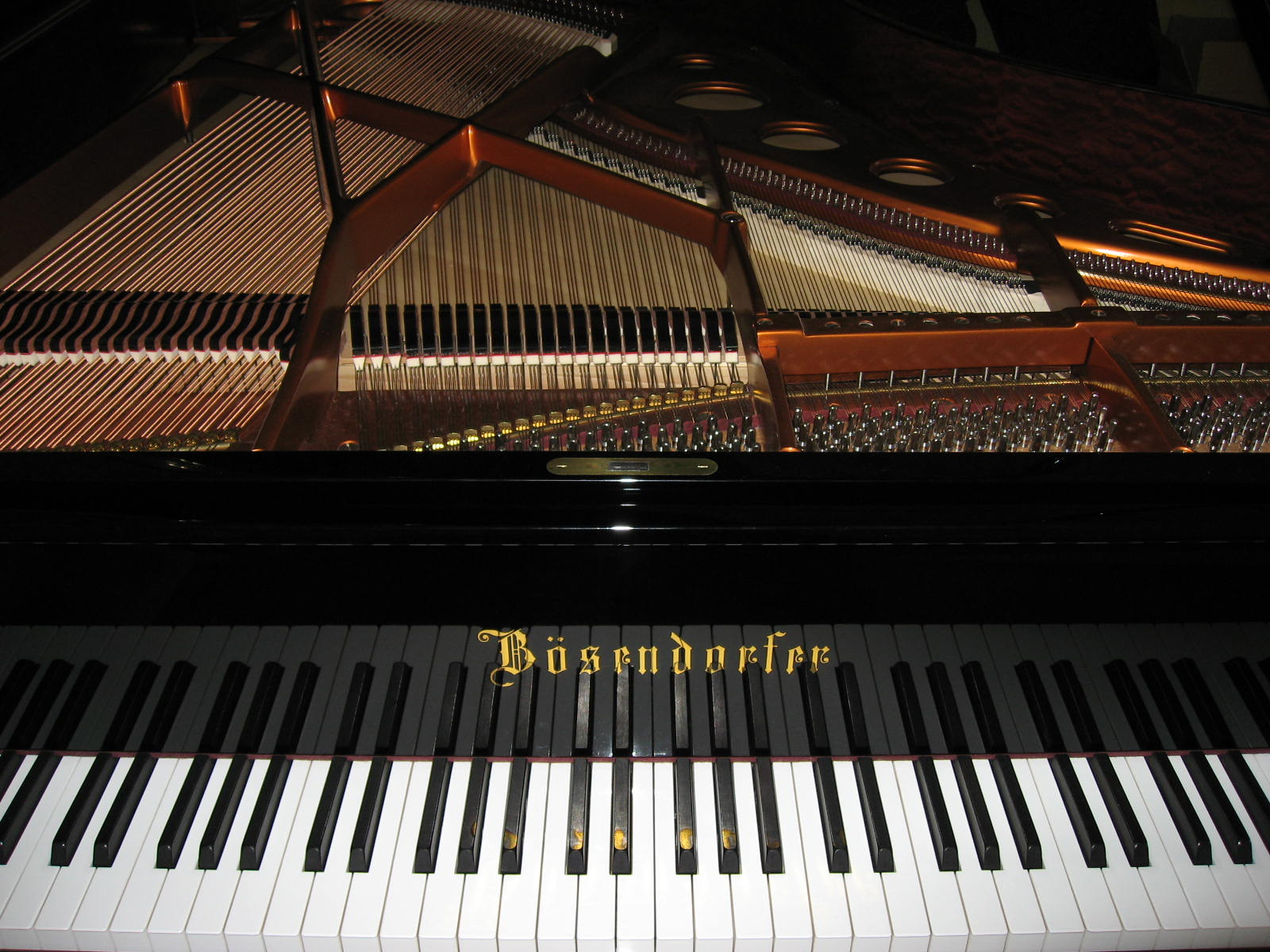

Meesterpianisten was een concertserie die van seizoen 1987 - 1988 tot en met 2019 - 2020 in de Grote Zaal van het Koninklijk Concertgebouw in Amsterdam liep. In 33 seizoenen waren 100 pianisten te beluisteren die tot de wereldtop gerekend worden zoals Alfred Brendel, Daniel Barenboim, Maria João Pires, Martha Argerich en Maurizio Pollini. De concertserie onderscheidde zich daarmee van andere series waarbij vooral pianisten van één impresariaat te horen waren, en was een van de meest prestigieuze langlopende concertseries ter wereld. Naast gevestigde namen bood de serie ook een podium aan aanstormende talenten zoals Hannes Minnaar en Lucas en Arthur Jussen.
De serie Meesterpianisten was een initiatief van impresario Marco Riaskoff van Riaskoff Concert Management. De serie was zelfstandig, dat wil zeggen dat de Grote Zaal van het Concertgebouw gehuurd werd en alle onkosten, zonder subsidie, uit kaartverkoop en sponsorgelden gedekt moesten worden. In 2020 eindigde de serie doordat er wegens de beperkingen van publieksaantallen wegens de Coronapandemie te weinig inkomsten waren. De serie kampte in de daaraan voorafgaande jaren al met teruglopende sponsorgelden en eindigde met tonnen aan schuld, waardoor ook het honorarium van pianisten niet meer betaald kon worden.
In seizoen 2019 - 2020 moesten in voorjaar 2020 wegens de pandemie 6 concerten geannuleerd worden. Toen de Nederlandse overheid in september 2020 (in het kader van de maatregelen om het virus in te dammen) bekend maakte dat de maximale zaalbezetting 350 personen mocht zijn terwijl er per concert 1600 betalende bezoekers nodig waren om uit de kosten te komen, werd besloten het seizoen 2020 - 2021 (dat met 13 concerten plus 4 inhaalconcerten reeds geprogrammeerd stond) af te gelasten en de serie te beëindigen.
De jonge Nederlandse pianist Thomas Beijer had in seizoen 2020 - 2021 zullen debuteren als vijfde Nederlandse pianist in deze serie (na Ronald Brautigam, Hannes Minnaar en Lucas en Arthur Jussen).

## Pianisten
De volgende pianisten (in alfabetische volgorde) hebben opgetreden in de serie Meesterpianisten:
Behzod Abduraimov, Pierre-Laurent Aimard, Piotr Anderszewski, Leif Ove Andsnes, Martha Argerich & Stephen Kovacevich, Martha Argerich & Alexander Rabinovich, Martha Argerich & Lilya Zilberstein, Kit Armstrong, Vladimir Ashkenazy, Emanuel Ax, Daniel Barenboim, Boris Berezovsky, Lazar Berman, Jonathan Biss, Rafał Blechacz, Jorge Bolet, Ronald Brautigam, Alfred Brendel, Yefim Bronfman, Gianluca Cascioli, Shura Cherkassky, Seong-Jin Cho, Aldo Ciccolini, Roberto Cominati, Bella Davidovich, Severin von Eckardstein, Youri Egorov, Till Fellner, David Fray, Nelson Freire, Alexander Gavrylyuk, Bruno Leonardo Gelber, Jonathan Gilad, Boris Giltburg, Nelson Goerner, Richard Goode, Hélène Grimaud, Horacio Gutiérrez, Marc-André Hamelin, Michael Kieran Harvey, Stephen Hough, Lucas & Arthur Jussen, Cyprien Katsaris, Evgeny Kissin, Zoltán Kocsis, Evgeny Koroliov, Denis Kozhukhin, Anna Kravtchenko, Anton Kuerti Katia & Marielle Labèque, Marc Laforet, Lang Lang, Alicia de Larrocha, Igor Levit, Paul Lewis, Yundi Li, Louis Lortie, Andrea Lucchesini, Nikolai Lugansky, Radu Lupu, Denis Matsuev, Hannes Minnaar, Joseph Moog, Ivan Moravec, Olli Mustonen, Enrico Pace, Enrico Pace & Igor Roma, Murray Perahia, Maria João Pires, Maria João Pires & Ricardo Castro, Mikhail Pletnev, Ivo Pogorelich, Maurizio Pollini, Jean-Bernard Pommier, Jorge Luis Prats, Beatrice Rana, Dezsö Ránki, Igor Roma, Alexander Romanovsky, György Sándor, András Schiff, Grigory Sokolov, Yevgeny Sudbin, Alexandre Tharaud, Jean-Yves Thibaudet, Maria Tipo, Alexander Toradze, Daniil Trifonov, Simon Trpceski, Nobuyuki Tsujii, Mitsuko Uchida, Anatol Ugorski, Elisso Virsaladze, Alexei Volodin, Arcadi Volodos, Yuja Wang, Earl Wild, Christian Zacharias, Lilya Zilberstein en Krystian Zimerman.